# Орбитальная позиция

Точка стояния или Орбитальная позиция — положение спутника, находящегося на геостационарной орбите.
Поскольку спутник, находящийся на геостационарной орбите (ГСО), обращается вокруг Земли в плоскости экватора (0° широты), с заданной угловой скоростью (1 оборот/24 часа) и всегда находится над одной точкой земной поверхности, то для описания параметров его орбиты достаточно указать только одну величину: долготу. Долгота равна географической долготе точки земного экватора, для которой спутник находится в зените. Данная долгота и называется точкой стояния или орбитальной позицией.
Для каждой местности точки стояния геостационарных спутников являются постоянными, их положение не меняется со временем дня и в течение года; совокупность этих точек образует так называемый «пояс Кларка» для данной местности. Геостационарные спутники, благодаря имеющимся точкам стояния, удобно использовать для спутниковой связи: единожды сориентированная антенна всегда будет направлена на выбранный спутник (если он не сменит позицию).

## Регулирование и выделение точек стояния
Регулированием, выделением и согласованием точек стояния и частотных диапазонов для спутников, находящихся на ГСО, занимается Международный союз электросвязи. Точки стояния, а также частотные диапазоны ввиду их ограниченности являются значимым ресурсом государства. Они могут продаваться или сдаваться в аренду другим государствам. В одной точке стояния может находиться несколько спутников, если их частотные диапазоны сильно отличаются. Спутники, использующие сходные или близкие частотные диапазоны, должны находиться на значительном удалении друг от друга. В некоторых случаях расстояние между спутниками должно быть не менее 10—15°, что позволяет разместить на ГСО не более 24—36 спутников одинакового частотного диапазона. Учитывая, что это количество приходится на все страны мира, становится понятно, насколько значимым и дорогим является связка «место на ГСО / радиочастота».